# Üllés
Üllés é um município da Hungria, situado no condado de Csongrád-Csanád. Tem 49,93 km² de área e sua população em 2019 foi estimada em 2.981 habitantes.